# Canim Beach Provincial Park
Der Canim Beach Provincial Park ist ein 8,2 ha großer Provincial Park in der kanadischen Provinz British Columbia. Er liegt etwa 43 Kilometer nordöstlich von 100 Mile House im Cariboo Regional District, am Westufer des Canim Lake.
Der Begriff Canim bezeichnet dabei im Chinook Jargon ein großes Kanu.
Auf Grund seiner abgelegenen Lage, der geringen Größe sowie der dünnen Besiedlung der Region ist der Park nicht von größerer Bedeutung. Wesentlich wichtiger sowohl im touristischer Hinsicht als auch aus Gründen des Umwelt- und Naturschutzes ist der ebenfalls an den Canim Lake grenzende Wells Gray Provincial Park.

## Anlage
Der Park liegt in einer nur sehr dünn besiedelten Region des Interior Plateau, welche auch als Interlakes District bezeichnet wird. Hier lebt weniger als ein Mensch pro km². Der Park umfasst eine Fläche von 3,6 ha Landschaft sowie 4,6 ha Uferbereich und Seefläche. Der Park wird dabei von einer Straße, welche parallel zum Ufer verläuft, in zwei Teilflächen gespalten.
Bei dem Park handelt es sich um ein Schutzgebiet der Kategorie II (Nationalpark).

## Geschichte
Der Provincial Park wurde 1956 gegründet. Bei seiner Gründung hatte er eine Fläche von rund 6 ha. Am 17. Mai 2004 wurde der Park auf seine heutige Größe von 8,2 ha erweitert.

## Flora und Fauna
Innerhalb des Ökosystems von British Columbia wird der Park der Moist Warm Subzone der Interior Douglas-fir Zone zugeordnet.
Auf Grund der geringen Größe des Parks findet sich keine eigenständige Flora und Fauna. Diese entspricht im Park vollständig der Umgebung.

## Aktivitäten
Der grundsätzlich ganzjährig zugängliche Park ist ein typischer Park für Tagesbesucher und verfügt außer über einem Picknickareal sowie mehreren vorbereiten Flächen, auf denen gezeltet werden darf, über keine touristischen Anlagen.